# Avanhandava
Avanhandava es un municipio del estado de São Paulo, en el Brasil. Se localiza a una latitud 21°27′39″ sur y a una longitud 49º56'59" oeste, estando a una altitud de 428 metros. Su población estimada en 2004 era de 9268 habitantes.

## Topónimo
"Avanhandava" es un término oriundo de la lengua tupí que significa "lugar de corrida de hombre", a través de la unión de los términos abá ("hombre"), nhan ("correr") y aba ("lugar").

## Geografía
Posee un área de 340,338 km².

### Clima
El clima de Avanhandava puede ser clasificado como clima tropical de sabana (Aw), de acuerdo con la clasificación climática de Köppen.

### Demografía
Datos del censo - 2000
Población Total: 67 829
- Urbana: 47 101
- Rural: 14 659
- Hombres: 27 399
- Mujeres: 29 479

Densidad demográfica (hab./km²): 25,94
Mortalidad infantil hasta 1 año (por mil): 16,43
Expectativa de vida (años): 70,92
Tasa de fertilidad (hijos por mujer): 2,70
Tasa de Alfabetización: 87,98%
Índice de Desarrollo Humano (IDH-M): 0,768
- IDH-M Salario: 0,672
- IDH-M Longevidad: 0,765
- IDH-M Educación: 0,866

(Fuente: IPEAFecha)

### Hidrografía
- Arroyo de los Patos

### Carreteras
- SP-300 - Carretera Marechal Rondon

## Administración
- Prefecta: Ciro Augusto Veneroni (2017/2024)
- Viceprefecto: Tuca Terci (Anonio Terci Junior)
- Presidente de la cámara: Rosmeiry Florêncio Garcia (2009/2010)

## Religión
El Cristianismo está presente en la ciudad de la siguiente manera:

### Iglesia Católica
La iglesia católica del municipio forma parte de la diócesis de Lins.

### Iglesia Protestante
En la ciudad están presentes las más diversas creencias evangélicas, principalmente pentecostales, incluidas las Asambleas de Dios de Brasil (la iglesia evangélica más grande del país), Congregación Cristiana, entre otras. Estas denominaciones están creciendo cada vez más en todo Brasil.